# Mala vida (canción)
"Mala Vida" es el segundo sencillo  del grupo de rock hispano-francés Mano Negra, que aparece en su álbum debut de 1988, Patchanka . Escrita por el cantante Manu Chao, la canción también apareció en una cinta de demostración de 1984 del mismo nombre de Hot Pants, un predecesor de Mano Negra. "Mala Vida" fue uno de los primeros éxitos de Mano Negra  y se convirtió en un elemento básico de los shows en vivo de la banda  y ha sido versionado por varios artistas. La canción también ha sido interpretada por Chao como solista; Se grabó una interpretación en vivo de la canción de Chao para su álbum de 2002 Radio Bemba Sound System . Boucherie Productions, que publicó Patchanka, financió un vídeo musical de la canción, que se transmitió en estaciones de radio nacionales y canales de televisión en Francia.  El éxito de Mano Negra con el lanzamiento de "Mala Vida" llevó a la banda a firmar un contrato con Virgin . 

## Versiones
Las versiones notables de "Mala Vida" incluyen:
- Yuri Buenaventura, en el disco tributo Mano Negra Ilegal de 2001
- Café Tacuba, en su álbum en vivo de 2005 Un Viaje (álbum)
- Gogol Bordello, sobre su EP East Infection de 2005
- Nouvelle Vague con Olivia Ruiz, en su álbum de 2010 Couleurs Sur Paris
- Элизиум (Elisium), en su álbum Cover Day de 2014
- La banda belga de pop-punk Janez Detd.
- La banda de punk-rock española Titular Mads en su álbum "Una Moneda al Aire" de 2014.